# Kombissiri (departamento)
Kombissiri é um departamento ou comuna da província de Bazèga no Burkina Faso. A sua capital é a cidade de Kombissiri.
Em 1 de julho de 2018 tinha uma população estimada em 90008 habitantes.